# Chongqing Airlines
Chongqing Airlines is een luchtvaartmaatschappij uit China. Ze opereert alleen binnenlandse vluchten.

## Vloot
De vloot van Chongqing Airlines bestaat uit de volgende toestellen (januari 2014).